# 大森洋平
大森 洋平（おおもり ようへい、1976年12月11日 - ）は、日本のシンガーソングライター。石川県金沢市出身。

## 経歴
1996年9月、Sony Recordsからのメジャー・デビュー当時、音楽雑誌で「また一人の天才がデビューした」と評され、1stアルバム『20R.P.M.』（1997年）、2ndアルバム『DAY』（1998年）、3rdアルバム『グライダー』（1999年）とリリースは好調であったが、徐々にアングラへ入っていく。
2003年、タワーレコード限定で3枚のシングル「FINAL ANSWER」「BEFORE AFTER」「SUILEN」を連続リリース。
2004年、5thアルバム『deja vu』発売。地元金沢にて路上ライブを敢行。3月に尾崎豊のトリビュート・アルバム『"BLUE" A TRIBUTE TO YUTAKA OZAKI』に「LOVE WAY」で参加。同アルバムのイベント「THE NIGHT」にも参加。10月発売12thシングル「グライダー」が映画「1リットルの涙」挿入歌となった。
2006年、メジャー・デビュー10周年記念ライブ「THE SONG」の模様を収録した、自身初のライブアルバム『THE SONG』を12月1日にリリース。
2011年4月、bayfm「Rough Sketch」のラジオパーソナリティに就任。メジャー・デビューから15周年を迎えた同年の7月17日、ソニー・ミュージックのECサイトにて、CD+DVDの2枚組ベスト・アルバム『GREATEST WOODS』をリリース。同年10月より、6ヶ月連続で配信限定シングルをリリース。
2014年、「光になりたい」が、ふくおかフィナンシャルグループのCMソングに使用。同年、「光になりたい」「あなたを連れていく」含むミニ・アルバム「A面」をリリース。
ふくおかフィナンシャルグループCMイメージソングとして3年連続で2014年「あなたを連れていく」、2015年「光になりたい」、2016年「LOVE MAN」が使用される。
2016年9月、メジャー・デビューから20周年を迎え、各地で20周年ワンマンライブ・「大森洋平〜debut 20th anniversary live〜【20R.P.M.returns】 」を開催。
2018年、11thアルバム『強烈なハッピーエンド』リリース。メジャー・デビューより20年間に出会った多方面の仲間・スタッフ・聴衆と共に、初のクラウドファンディングを成功させる。
2019年、伊東ミキオとのコラボレーション・アルバム『僕らの街LP』をリリース。
2021年9月、メジャー・デビューから25周年を迎える。

## 人物
聴き心地の良い男性的な声色で、メロディーライン、アコースティックなバラードからハードなロックまで幅広い。既婚。

## ディスコグラフィー
規格品番の記述のあるものはソニー・ミュージックからの発売作品。

### シングル
1. 彼女　1996年9月21日　SRDL-4267
2. 誰のためでもなくて　1997年1月22日　SRDL-4322
3. NO REACTION　1997年3月31日　SRDL-4348
4. MIND NUMBER 9　1997年9月21日　SRDL-4418
5. アイノウタ　1998年2月1日　SRDL-4445
6. KOKORO　1998年5月21日　SRDL-4532
7. US　1999年8月21日　SRCL-4574
8. FINAL ANSWER　2003年3月23日　YOOH-001 ※タワーレコード限定[2]
9. BEFORE AFTER　2003年5月28日　YOOH-002 ※タワーレコード限定[3]
10. SUILEN　2003年8月6日　YOOH-003 ※タワーレコード限定[4]
11. キセキ　2004年6月23日　SECL-82
12. グライダー　2004年10月6日　SECL-330
  - 映画「1リットルの涙」挿入歌
13. ガールフレンド　2008年6月5日
14. MAN　2009年6月7日　
  - NPO法人「Link」サポートソング
15. ルルラララ　2010年5月2日　※ライブ会場限定
16. 僕らの街　2019年6月12日

### 配信限定シングル
1. マニマニ　2011年10月5日
2. 唇　2011年11月16日
3. ふたり　2011年12月21日
4. 満月のあとに　2012年1月25日
5. G.A.P　2012年2月29日
6. 花　2012年3月7日
7. 光になりたい　2013年7月24日[5]
8. あなたを連れていく　2014年5月7日

### アルバム
1. 20R.P.M.　1997年4月21日　SRCL-3799
2. DAY　1998年5月30日　SRCL-4280
3. グライダー　1999年9月8日　SRCL-4575
4. Replace　2003年10月22日　SECL-34
5. deja vu　2004年2月4日　SECL-232
6. THE SONG　2006年12月1日　※ライブ・アルバム
7. ドラマチック　2009年4月15日[6]
8. GREATEST WOODS　2011年7月17日　※CD+DVD2枚組ベスト[1]
9. GARDEN　2012年5月14日
10. 「A面」　2014年5月25日[7]
11. 強烈なハッピーエンド　2018年4月11日[8]
12. 僕らの街LP　2019年10月14日

### その他
- 日清焼そばU.F.O.
  - 長瀬智也バーションCMソング『男と女とU.F.O.と』を歌唱[9]。

### 公式サイト
- ソニー・ミュージック公式ページ
- 公式HP

### Twitter
- 大森洋平 (@ohmoriyohei) - X（旧Twitter）

### YouTube
- YOHEI OhMORI Official YouTube Channel - YouTubeチャンネル

### 使用機材
- VJ-5 YOHEI CUSTOM